# Williams FW32
La  Williams FW32 è vettura di Formula 1 costruita dalla Williams, per partecipare al Campionato mondiale di Formula 1 2010.

## Contesto

### Fine rapporto con la Toyota e ritorno dei Cosworth
Alla fine del campionato 2009, la Toyota annuncia la chiusura del team legata a problemi di natura economica. Di conseguenza, anche il rapporto tra la casa giapponese e la Williams si interrompe, essendo inoltre arrivato alla scadenza naturale del contratto stipulato a inizio 2007. Ritrovatasi quindi senza motore, la Williams si accorda con la Cosworth, che torna in Formula 1 dopo 3 stagioni di assenza fornendo il proprio V8 al team inglese, che è stato anche l'ultimo cliente prima dell'abbandono momentaneo, nel 2006.

### Piloti
Giunto alla sua quarta stagione nella massima serie, Nico Rosberg si accorda con il neonato team Mercedes per il 2010, abbandonando quindi la Williams dopo 3 stagioni in cui ha ottenuto due podi e due giri veloci; anche Kazuki Nakajima, che nella scorsa stagione ha deluso le aspettative del team non marcando alcun punto, non viene riconfermato e lascia la Formula 1. 
Al loro posto subentrano il debuttante tedesco Nico Hülkenberg, campione mondiale della GP2 nel 2009 e già collaudatore della squadra dal 2007, e il veterano brasiliano Rubens Barrichello, vicecampione del mondo uscente ed ex pilota di Jordan, Stewart, Ferrari, Honda e Brawn GP rimasto a piedi dopo l'acquisto da parte della Mercedes di quest'ultima. I collaudatori sono invece il venezuelano Pastor Maldonado e il finlandese Valtteri Bottas.

## Presentazione
La Williams FW32 è stata presentata al Circuito Ricardo Tormo di Valencia il 1º febbraio 2010. La vettura aveva però già percorso i primi giri sul Circuito di Silverstone il 28 gennaio 2010, per uno spot pubblicitario.

## Livrea
La vettura ha una livrea classica blu e bianca, molto simile a quella delle ultime monoposto di F1 della casa di Grove. Sulla monoposto spiccano i due sponsor principali: la Philips sull'ala posteriore e la RBS sulle ampie pance laterali.

## Aspetti tecnici
La vettura presenta un muso piatto e alto, senza la forma a "V" pronunciata, vista in altre vetture. Manca anche la pinna di collegamento tra il cofano-motore e l'ala posteriore. Vi è invece una presa d'aria del motore supplementare. Le restanti differenze con il modello precedente sono dovute alle modifiche intervenute nel regolamento tecnico, che impone il divieto di rifornimento in gara.
Secondo il tecnico Sam Micheal:

## Scheda tecnica
- Lunghezza: -
- Larghezza: -
- Altezza: -
- Peso: 620 Kg min.
- Carreggiata anteriore: -
- Carreggiata posteriore: -
- Passo: -
- Telaio: materiali compositi, a nido d'ape con fibre di carbonio
- Trazione: posteriore
- Frizione:
- Cambio: longitudinale, 7 marce e retromarcia (comando semiautomatico sequenziale a controllo elettronico)
- Differenziale:
- Freni:
- Motore: Cosworth CA2010 - 18.000 RPM
  - Num. cilindri e disposizione: 8 a V 90°
  - Cilindrata: 2.400 cm³
  - Alesaggio: 98 mm
  - Distribuzione: DOHC pneumatica
  - Valvole: 32 (4 per cilindro)
  - Materiale blocco cilindri:
  - Olio:
  - Benzina:
  - Peso: 95 kg (minimo regolamentare)
  - Alimentazione:
  - Accensione: standard FIA
- Sospensioni:
- Pneumatici: Bridgestone
- Cerchi: 13" Rays

## Piloti
- Rubens Barrichello -  - n. 9
- Nicolas Hülkenberg -  - n. 10
- Valtteri Bottas -  - collaudatore

## Stagione 2010

### Test
I primi test sono stati affrontati nella sessione di Valencia del 1-3 febbraio. I primi due giorni, alla guida della vettura, c'è stato Rubens Barrichello, mentre l'ultimo giorno è stato il turno di Nicolas Hülkenberg. I riscontri cronometrici hanno posto la FW32 subito a ridosso dei team più competitivi, quali Ferrari, McLaren, Mercedes e Red Bull. Nella prima sessione svolta a Jerez (10-13 febbraio) i tempi della vettura sono migliorati, portando i piloti tra le prime posizioni sui tempi al giro. Nell'ultimo giorno dei test di Jerez della vettura è stata testata soprattutto l'affidabilità del cambio. Una rottura ha interrotto la sessione per la FW32.
Ottimi risultati si sono avuti nella seconda sessione di Jerez, tra il 17 e 20 febbraio. Barrichello ha fatto segnare il miglior tempo nel secondo giorno, in un test caratterizzato dalla pioggia. Nei restanti giorni di test è stata nuovamente ricercata l'affidabilità.
Anche nei test di Barcellona la FW32 si è dimostrata veloce con Hülkenberg secondo nella prima giornata e addirittura il più veloce nella seconda. Meno fortunato Barrichello che soffre di problemi tecnici e che nell'ultima giornata è autore di un testacoda.

### Campionato
L'inizio della stagione non è particolarmente positivo con quattro piazzamenti (tre per Barrichello, uno per Hulkenberg) nelle prime 8 gare e diversi problemi di affidabilità.
Nella parte centrale della stagione i risultati migliorano leggermente, soprattutto con Barrichello, con le vetture spesso entrambe a punti e con i piloti che nelle qualifiche entrano con maggiore facilità nella Q3. A Valencia Barrichello conquista un quarto posto, seguito da un quinto al successivo Gran Premio di Gran Bretagna.
Nella parte terminale dall'annata la vettura conquista costantemente punti, con entrambi i piloti. L'exploit più interessante della stagione è la pole conquistata da Nicolas Hülkenberg nel Gran Premio del Brasile; si tratta della 126ª nella storia in Formula 1 per il team, la prima dal Gran Premio d'Europa 2005 con Nick Heidfeld. 

La Williams conclude la stagione al 6º posto nel mondiale costruttori con un bottino complessivo di 69 punti, battendo di una sola lunghezza la Force India.

## Risultati F1
| Anno | Team          | Motore                 | Gomme | Piloti      |    |     |    |    |    |     |    |    |     |    |    |    |     |    |    |     |    |    |    | Punti | Pos. |
| ---- | ------------- | ---------------------- | ----- | ----------- | -- | --- | -- | -- | -- | --- | -- | -- | --- | -- | -- | -- | --- | -- | -- | --- | -- | -- | -- | ----- | ---- |
| 2010 | AT&T Williams | Cosworth CA2010 2.4 V8 | B     | Barrichello | 10 | 8   | 12 | 12 | 9  | Rit | 14 | 14 | 4   | 5  | 12 | 10 | Rit | 10 | 6  | 9   | 7  | 14 | 12 | 69    | 6º   |
| 2010 | AT&T Williams | Cosworth CA2010 2.4 V8 | B     | Hülkenberg  | 14 | Rit | 10 | 15 | 16 | Rit | 17 | 13 | Rit | 10 | 13 | 6  | 14  | 7  | 10 | Rit | 10 | 8  | 16 | 69    | 6º   |

| Legenda | 1º posto     | 2º posto | 3º posto    | A punti         | Senza punti/Non class.  | Grassetto – Pole position Corsivo – Giro più veloce |
| Legenda | Squalificato | Ritirato | Non partito | Non qualificato | Solo prove/Terzo pilota | Grassetto – Pole position Corsivo – Giro più veloce |